# Квіти, сльози і ревнощі
«Квіти, сльози і ревнощі» (яп. 美空ひばり・森進一の花と涙と炎 美空ひばり·森進一の花と涙と炎, хана то Наміда то хоноо; англ. The Performers — японський фільм-драма 1970 року режисера Умецугу Іноуе, виробництва кінокомпанії «Shochiku». На рубежі кінця 1960-х — початку 1970-х років популярна співачка і кіноактриса Хібарі Місора вирішила піти з кінематографа. При цьому вона хотіла, щоб її останній фільм зняв режисер Умецугу Іноуе, який успішно працював в музичному японському кіно тих років. Вона вже давно його особисто просила про спільний проект. Нарешті Іноуе дав згоду і зняв три фільми з її участю, крім цього фільму, ще «Квітка Фенікс» (1970) і «Все про Хібарі» (1971).

## Сюжет
Сейдзюро Фудзіхана, директор школи танців Фудзіхана, — гордий і самотній артист. Через його характер трупу артистів не супроводжує такий успіх, як у інших шкіл. Він хоче, щоб його дочка Касумі, як і він, обдарована, взяла на себе управління і розвиток школи Фудзіхана, але вона хоче вийти заміж за Хіросі, керівника джазового колективу, проти якого виступає її батько.
Кісабуро, учень Сейдзіро № 1, хоче одружитися з Касумі й таким чином прибрати до рук школу. Дівчина шокована, коли Хіросі пропонує перервати їх роман. Вона потопає в печалі і просить співака Рюске заспівати для неї. Гангстери, які прибули саме в цю мить, б'ють Рюске, стверджуючи, що це їхня територія. Але Рюске щасливий, коли співає, і Касумі знайомить його зі своїм учителем музики для того, щоб він міг брати уроки співу. Касумі починає виступати в нічному клубі всупереч бажанню свого батька, а Рюске співає в шоу, яке мало великий успіх.
Оскільки Рюске стає популярним, в пресі стали з'являтися домисли і плітки про нього і Касумі. Сейдзюро наказує дочці не зустрічатися більше з ним. Кісабуро, коли дізнається, що про весілля з Касумі не може бути й мови, створює нову групу, куди переманює всіх артистів з трупи Фудзіхана. Шокований цим вчинком свого улюбленого учня, Сейдзюро захворів. Він тепер вибачається перед Касумі за те, що попросив Хіросі покинути її.
Розуміючи, що Рюске повинен бути незалежним, Касумі вирішує припинити йому допомагати і всі сили вкладає у свій майбутній сольний концерт, але грошей не вистачає. Вона може знайти тільки половину необхідної суми. Хіросі знову пропонує їй відновити взаємини, але вона сповнена рішучості жити для відродження своєї школи Фудзіхана. Хіросі пропонує їй 5 мільйонів йєн на її концерт. Він пояснює їй, що Рюске продав себе агенту і отримав гроші на контракт для неї.
У день її творчого вечора Рюске дивиться телевізор і виконує чудовий танець на тему журавля.

## В ролях
- Хібарі Місора — Касумі Фудзіхана
- Сін'їті Морі — Рюске
- Сього Сімада — Сейдзюро Фудзіхана
- Йоіті Хаясі — Хіросі Такаяма
- Яіаро Кітагамі — Кісабуро
- Нана Одзакі — Хамако
- Такамару Сасакі — Ямадзаки
- Осамі Набе — Тосіо
- Сін'їті Янагісава — Ітіро Нацукава
- Фудзіо Муракамі — Сантьо

## Прем'єри
- Японія — національна прем'єра фільму відбулася 15 січня 1970 року в Токіо.
- США — з серпня 1970 року кінострічка демонструвалася в США під назвою The Performers[2].